# Kakegoe
Le terme kakegoe (掛け声) désigne habituellement les cris et encouragements lancés lors des performances de musique japonaise traditionnelle, de théâtre kabuki et dans les arts martiaux tels que le kendō.

## Kabuki
Dans le théâtre kabuki, le terme est utilisé pour désigner les cris du public ou dans le cadre des échanges d'appels et de réponses dans la musique japonaise traditionnelle. Il est de coutume pour les spectateurs de lancer des kakegoe de temps en temps à la louange des acteurs sur scène. Il existe un moment tout particulier dans le théâtre kabuki appelé « mie » où l'acteur prend une pose extravagante et quelqu'un dans le public crie « yagō », nom de scène ou nom de guilde de l'acteur juste au bon moment.
Parfois, le cri n'est pas un nom, par exemple « Mattemashita! » (« C'est ce que nous attendions! ») lorsque le rideau est levé.
Il y a trois guildes kakegoe à Tokyo, comptant environ 60 membres. Ils disposent d'entrées gratuites au Kabuki-za. Presque tous sont des hommes japonais mais il y a eu des exemples de femmes et d'étrangers.

## Musique folklorique
Dans la musique folklorique, certains kakegoe sont insérés à volonté dans des parties de chants. Plutôt que des noms, les kakegoe sont généralement des mots d'encouragement pour les musiciens, les chanteurs et les danseurs d'un spectacle accompagné de musique. Un mot couramment utilisé est « Sore! ». Le mot lui-même signifie « Ça » mais il est plus proche de « Voilà le chemin ! » ou « Juste comme ça ! » Un autre est « Dontokoi! » qui signifie quelque chose comme « Donne ton meilleur coup ! » ou littéralement « Viens vite / n'hésite pas ! ». « Sate! » signifie « Alors ! ». « Yoisho! », « Yoi yoi yoi! » et « choi choi! » sont d'autres exclamations visant au même effet. Des kakegoe sont également utilisés dans les représentations de buyō où le nom de scène de l'interprète est crié à des points clés de sa performance.
Un grand nombre de kakegoe sont habituellement des parties non vocales du chœur de répétition des chansons. Dans une célèbre chanson folklorique intitulée Sōran Bushi (en), le cri « Ah dokisho, dokoisho! » est lancé à la fin de chaque verset. Les versets de la chanson Mamurogawa Ondo se terminent toujours par « Ah dontokoi, dontokoi! ». Certaines interjections sont propres à des régions spécifiques du Japon. Dans le Hanagasa odori (« Danse du chapeau fleuri ») de Yamagata par exemple, « Ha yassho makasho! » est crié à la fin de chaque verset (voir Hanagasa ondo). Ce kakegoe ne s'entend que dans cette chanson et dans aucune autre. « Ha iya sasa! » et « A hiri hiri » sont des appels spécifiques à la musique folklorique d'Okinawa.

## Ensembles de musique traditionnelle
Les kakegoe sont employés dans les genres de musique traditionnelle tels que le hayashi, le nagauta, le taiko et le tsugaru shamisen. Ils sont utilisés pour caler différentes parties d'un morceau de musique. Ils peuvent intervenir n'importe où, depuis le début ou à la fin d'un rythme particulier, au début ou à la fin d'une section d'improvisation pour un virtuose de l'instrument et signaler différentes entrées d'un instrument. Dans le taiko par exemple, certains rythmes se répètent jusqu'à ce que le meneur donne le feu vert. Dans le tsugaru-shamisen, l'improvisation est très utilisée et le joueur doit caler le tambour quand il est prêt à mettre fin à une séquence d'improvisation. Dans les grands ensembles de musique tels que le hayashi et le nagauta, les musiciens ont besoin de se dire l'un à l'autre où ils en sont dans un morceau et utilisent donc des kakegoe pour signaler la fin ou le début d'un passage.

## Matsuri
On peut entendre des kakegoe lors de différents matsuri. Ils varient également d'une région à l'autre. Dans des quartiers de Tokyo, des mikoshi (sanctuaires flottants) sont hissés par des porteur au cri de « Yassho! Yassho! ». Le Hamamatsu matsuri est célèbre pour ses énormes cerfs-volants et ses grandes charrettes appelées yatai qui parcourent toute la ville. Chaque cerf-volant et charrette a ses propres guildes représentées et chaque groupe marche dans les rues aux battements de tambours et aux sons de clairons en lançant « Oisho! Oisho! ».
Un autre exemple se trouve dans la préfecture de Mie au Ishidori matsuri (en) de la ville de Kuwana où les cris « Korasa » ou « Hoisa » sont lancés lors du festival. Ces cris sont poussés par les participants après une séquence de battement des taiko et des kane installés sur les chars traditionnels.
La ville de Kishiwada dans la préfecture d'Osaka est aussi réputée pour son festival de chars ou danjiri. Les participants tirent les sanctuaires roulants et tous crient « Yoi, sa! Yoi, sa! » pendant qu'ils tirent les danjiri.
La liste est longue de ces cris qui signifient généralement quelque chose comme « Ho hisse! Ho hisse! ». La hauteur du son et les inflexions changent d'un district à l'autre en fonction du calendrier et du rythme.